# 伊奈茲甘
伊奈茲甘（阿拉伯语：‎）是非洲北部國家摩洛哥的城市，位於阿加迪爾市郊的大西洋海岸，距離阿加迪爾10公里，市內批發商和零售商店眾多，有批發市場、皮革露天市場、牲畜市場、穀物露天市場等，2004年人口198,879。